# دماغ في وعاء

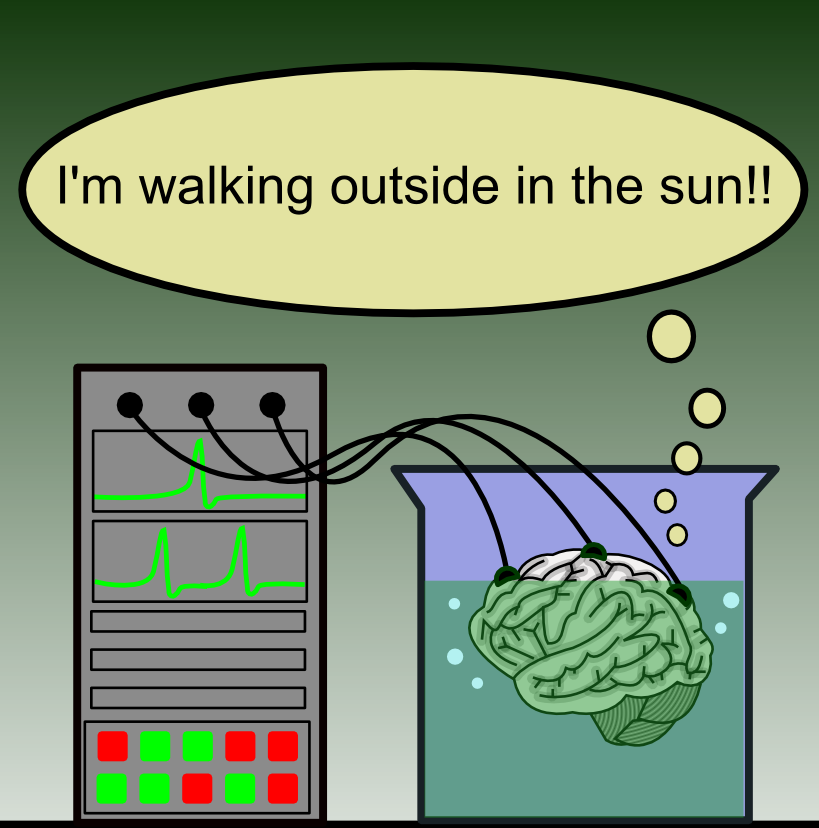
دماغ في وعاء

"دماغ في وعاء" هو مصطلح فلسفي متداول في عدة تجارب فكرية، ويقصد به تسليط الضوء على ملامح معينة لأفكارنا عن المعرفة، الواقع، الحقيقة، العقل ومعاني الأشياء.
المصطلح مستمد من قصص الخيال العلمي التي يقوم فيها عالم مجنون بفصل دماغ شخص ما عن جسده والاحتفاظ به في وعاء يحوي سائل يحتفظ بالحياة، ومن ثم يقوم بتوصيل خلاياه العصبية عن طريق الأسلاك لحاسوب متطور من شأنه أن يزوّد الدماغ بنبضات كهربائية مطابقة لتلك التي يستقبلها الدماغ بشكل طبيعي. وفقا لتلك القصص، بإمكان الحاسوب أن يشكّل حقيقة محاكاة (بما فيها ردود فعل مناسبة لنتاج الدماغ)، وعندها فإن الإنسان الذي أزيل دماغه سيواصل بالشعور بتجارب حياتية طبيعية بلا علاقة بالأشياء والأحداث التي تتضمنها في العالم الحقيقي.

## الاستخدامات
أبسط استخدامات سيناريو الدماغ في الوعاء هو الاحتجاج لصالح الشكوكية الفلسفية أو نظرية وحدة الأنا. يجري الأمر ببساطة كالتالي: ما دام الدماغ في الوعاء يقدم ويستقبل النبضات نفسها التي يقدمها ويستقبلها في الجمجمة، وما دامت هذه النبضات هي الطريقة الوحيدة للتواصل مع المحيط، فإنه لا يمكن من منظور الدماغ معرفة هل هو في جمجمة أو في وعاء. في الحال الأولى، حال الجمجمة، فإن معظم ما يعتقده الدماغ صحيح (فإذا اعتقد مثلًا أن صاحبه يمشي في شارع أو يأكل الخبز، فالراجح أن هذا صحيح)، أما في الحال الأخرى، وهي حال الوعاء، فإن معتقدات الدماغ خاطئة. والحجة تقول: ما دام الدماغ لا يستطيع أن يعرف إن كان في وعاء أو في جمجمة، فإنه لا يستطيع أن يعرف صحة معتقداته، فقد تكون خاطئة كلها. وما دامت من حيث المبدأ مستحيلةً معرفةُ وجود الدماغ في وعاء أو في جمجمة، فإنه ما من سبب مقنع ليؤمن المرء بأي شيء يؤمن به، لذا تؤكد الحجة الشكوكية أن الإنسان لا يمكن مطلقًا أن يعرف أي شيء، وهو ما ينشئ إشكالات في تعريف المعرفة.
الدماغ في الوعاء مثال جديد لحجج قديمة وردت في وهم المايا الهندوسي، ورمز أفلاطون للكهف، وقصة زوانغزي التي يقول فيها «حلم زوانغزي أنه فراشة»، والشيطان الشرير المذكور في كتاب ريني ديكارت تأملات في الفلسفة الأولى.

## نقاشات فلسفية
ومع أن الدماغ المخرَج من الجسد (الدماغ في الوعاء) يمكن أن تكون تجربة فكرية مفيدة، فإن نقاشات فلسفية كثيرة دارت حول معقولية التجربة الفكرية هذه. إذا استنتجت هذه النقاشات أن التجربة الفكرية غير معقولة أو غير جديرة بالتصديق، فإن النتيجة المحتملة هي أننا لن نكون أقرب إلى المعرفة أو الحقيقة أو الوعي أو التمثيل مما كنا عليه قبل التجربة.

### حجة من علم الأحياء
من الحجج المضادة لتجربة الدماغ في الوعاء فكرة أن الدماغ في الوعاء ليس -ولا يمكن أن يكون- بيولوجيًّا شبيهًا بالدماغ المجسد (أي الدماغ في جسد إنسان). وما دام الدماغ في الوعاء غير مجسد، فإنه ليس كالدماغ المجسد بيولوجيًّا. أي إن الدماغ في الوعاء يفقد الاتصالات مع بقية أنحاء الجسد، وهو ما يجعل الدماغ في الوعاء مختلفًا عن الدماغ في الجسد من الناحية التشريحية العصبية ومن الناحية الوظيفية العصبية. وإذا كان الأمر هكذا، فإنه ليس لنا أن نقول إن الدماغ في الوعاء يعيش نفس تجربة الدماغ المجسد، لأن الدماغين غير كفؤين حالئذ. ومع هذا، يمكن الرد على هذه الحجة بأن الآلة المفترضة يمكن أن تصنع على نحوٍ تحاكي به هذه المدخَلات.

### حجة من الظاهرانية
وحجة أخرى تتعامل مباشرةً مع المنبهات التي تأتي إلى الدماغ تأتي من الفلسفة الظاهرانية أو الخارجيانية. وتسمى هذه الحجة عادةً رواية الظاهرانية أو الظاهرانية المتطرفة. في تجربة الدماغ في الوعاء، يستقبل الدماغ المنبه من آلة. أما في الدماغ المتجسد، فالدماغ يستقبل المنبه من مستقبلات موجودة في الجسم (باللمس والذوق والشم وغير ذلك)، وهذه المستقبلات تستقبل منبهاتها من البيئة المحيطة. وطالما قادت هذه الحجة إلى النتيجة القاضية بأن الدماغ في الوعاء يمثل شيئًا غير الذي يمثله الدماغ المجسد. جزّأ هذا النقاش عدة فلاسفة منهم أورياه كريغل وكولن مكغن وروبرت روبرت، ولكنه بقي غير محلول، وكان له آثار في فلسفة النقاشات العقلية عن التمثيل والوعي والسعادة والإدراك والإدراك المجسَّد، على سبيل المثال لا الحصر.